# Therese Alshammar
Therese Alshammar, née le 26 août 1977 à Solna, comté de Stockholm, est une nageuse suédoise.
Chef de file de la natation féminine suédoise depuis une décennie, Therese Alshammar a disputé ses premiers championnats du monde en petit bassin en 1997, à Göteborg. Elle a battu treize records du monde et connu une longévité exceptionnelle, participant à pas moins de cinq Jeux olympiques.
Nageuse emblématique, double médaillée d'argent olympique sur 50 et 100 m nage libre à Sydney, 9 fois championne du monde (1 titre en grand bassin et 8 en petit bassin) et 17 fois championne d'Europe (4 titres en grand bassin et 13 en petit bassin), elle totalise 52 médailles des JO à l’Euro en passant par les Mondiaux.

## Carrière sportive
Née en 1977 ; sa mère - Britt-Marie Smedh - a été finaliste aux Jeux Olympiques de 1972 à Munich, finissant 7e du 100 m brasse. À 14 ans, elle remporte son premier titre de championne de Suède au 50 m dos en petit bassin. En 1997, elle tourne le dos à ses habitudes pour décrocher sa première médaille de bronze au 50 m nage libre des championnats d’Europe.
En dépit de sa popularité et des multiples sollicitations dont elle fait l'objet, l'athlétique papillonneuse reste une travailleuse acharnée. « Le matin, je m'entraîne de 9 à 11 heures dans l'eau, puis je fais une pause repas et l'après-midi j'alterne bassin et travail en salle, deux ou trois heures chaque jour. ».
Approchant des 35 ans, la nageuse star fut longtemps très incertaine de participer à ses cinquièmes Jeux olympiques, en raison d'un problème musculaire à une épaule. Elle s'y rend cependant, et si, le 1er août 2012, elle ne prend pas part aux séries du 100 m, elle se remet à temps pour le 50 m et réussit à se qualifier pour une nouvelle finale, dont elle finit 6e.

## En dehors des bassins
Elle est également une icône people particulièrement sensible aux sirènes de la mode. Elle connaît un certain succès dans les affaires. Copropriétaire d'une chaîne de magasins de prêt-à-porter en Suède, elle crée ses propres modèles.

## Palmarès

### Jeux olympiques
- Jeux olympiques de 2000 à Sydney
  -  Médaille d'argent du 50 m nage libre
  -  Médaille d'argent du 100 m nage libre

### Championnats du monde

#### En grand bassin
- Championnats du monde 2001 à Fukuoka
  -  Médaille d'argent du 50 m nage libre
  -  Médaille d'argent du 50 m nage papillon
- Championnats du monde 2005 à Montréal
  -  Médaille de bronze sur du 50 m papillon
- Championnats du monde 2007 à Melbourne
  -  Médaille d'or du 50 m papillon
  -  Médaille d'argent du 50 m nage libre
- Championnats du monde 2009 à Rome (Italie)
  -  Médaille d'argent sur 50 m nage libre
- Championnats du monde 2011 à Shanghai (Chine)
  -  Médaille d'or du 50 m nage libre
  -  Médaille d'argent sur 50 m papillon

#### En petit bassin
- Championnats du monde 1997 à Göteborg
  -  Médaille de bronze du relais 4 × 100 m nage libre
- Championnats du monde 1999 à Hong Kong
  -  Médaille de bronze du relais 4 × 100 m 4 nages
- Championnats du monde 2000 à Athènes
  -  Médaille d'or du 50 m nage libre
  -  Médaille d'or du 100 m nage libre
  -  Médaille d'or du relais 4 × 100 m nage libre
  -  Médaille d'or du relais 4 × 100 m 4 nages
- Championnats du monde 2002 à Moscou
  -  Médaille d'or du 50 m nage libre
  -  Médaille d'or du 100 m nage libre
  -  Médaille d'or du relais 4 × 100 m nage libre
  -  Médaille d'or du relais 4 × 100 m 4 nages
- Championnats du monde 2004 à Indianapolis
  -  Médaille d'argent du relais 4 × 100 m nage libre
  -  Médaille de bronze du 50 m nage libre
- Championnats du monde 2010 à Dubaï
  -  Médaille d'or du 50 m papillon
  -  Médaille d'argent du 100 m papillon

### Championnats d'Europe

#### En grand bassin
- Championnats d'Europe 1997
  -  Médaille de bronze du 50 m nage libre
- Championnats d'Europe 1999 à Istanbul
  -  Médaille d'argent du 50 m nage libre
  -  Médaille d'argent du 50 m nage libre
- Championnats d'Europe 2000 à Helsinki
  -  Médaille d'or du 50 m nage libre
  -  Médaille d'or du 100 m nage libre
- Championnats d'Europe 2002 à Berlin
  -  Médaille d'or du 50 m papillon
- Championnats d'Europe 2006 à Budapest
  -  Médaille d'or du 50 m papillon
  -  Médaille d'argent du 50 mètres nage libre
- Championnats d'Europe 2010 à Budapest
  -  Médaille d'or du 50 m papillon
  -  Médaille d'or du 50 m nage libre
  -  Médaille d'argent du relais 4 × 100 m 4 nages
  -  Médaille de bronze du 100 m papillon

#### En petit bassin
- Championnats d'Europe 1998 à Sheffield
  -  Médaille d'argent du 50 m dos
  -  Médaille d'argent du relais 4 × 50 m nage libre
- Championnats d'Europe 1999 à Lisbonne
  -  Médaille d'or du 50 m nage libre
  -  Médaille d'or du 100 m nage libre
  -  Médaille d'or du relais 4 × 50 m nage libre
  -  Médaille d'or du relais 4 × 50 m 4 nages
- Championnats d'Europe 2000 à Valence
  -  Médaille d'or du 50 m nage libre
  -  Médaille d'or du 100 m nage libre
  -  Médaille d'or du relais 4 × 50 m nage libre
  -  Médaille d'or du relais 4 × 50 m 4 nages
- Championnats d'Europe 2001 à Anvers
  -  Médaille d'or du 50 m papillon
  -  Médaille d'or du relais 4 × 50 m 4 nages
  -  Médaille d'or du relais 4 × 50 m nage libre
  -  Médaille d'argent du 50 m nage libre en 2001
- Championnats d'Europe 2002 à Riesa
  -  Médaille d'or du relais 4 × 50 m nage libre
  -  Médaille d'or du relais 4 × 50 m 4 nages
- Championnats d'Europe 2004 à Vienne
  -  Médaille d'argent du relais 4 × 50 m nage libre
  -  Médaille de bronze du relais 4 × 50 m 4 nages

## Records
- Record du monde du 50 m papillon, le 13 juin 2007 à Barcelone lors de la 2e étape du Mare Nostrum, avec un temps de 25 s 46[4].
- Record du monde invalidé du 50 m papillon, le 17 mars 2009 lors des championnats d'Australie, avec un temps de 25 s 44. Invalidation due au port de 2 combinaisons.